# Château de Moreton Corbet
Pour les articles homonymes, voir Moreton et Corbet.
Le château de Moreton Corbet est un château médiéval en ruine et un manoir de l'époque élisabéthaine, situé près du village de Moreton Corbet, dans le Shropshire, en Angleterre. Il s'agit d'un bâtiment classé Grade I et d'une propriété du patrimoine anglais. Bien que hors d'usage depuis le XVIIIe siècle, elle reste la propriété des baronnets de Corbet. 

## Histoire

### Place forte médiévale

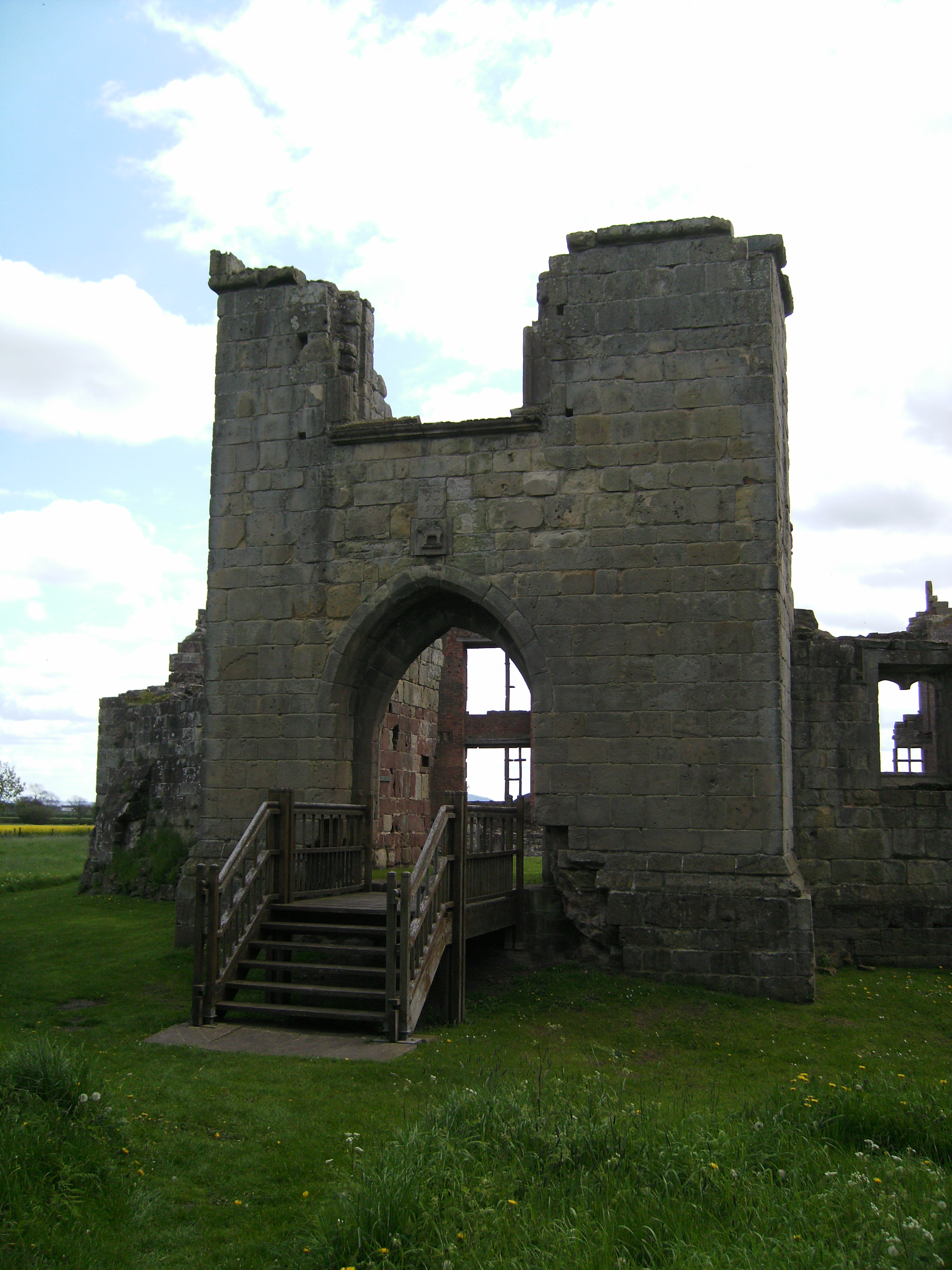
Corps de garde médiéval avec ajouts élisabéthains

En 1086, deux thegns anglo-saxons, Hunning et Wulfgeat, vivent à Moreton Corbet. Au début du XIIIe siècle, la structure est remplacée par une autre, construite par Toret, un Anglais. Son descendant Peter Toret est seigneur de Moreton Corbet en 1166 et il est probable qu'il vit dans le château. En février 1216, Guillaume Le Maréchal prend d'assaut le château de Moreton Corbet au nom du roi Jean d'Angleterre contre Bartholomew Toret. À cette époque, le château est connu sous le nom de château de Moreton Toret. En 1235, Barthélemy meurt et Richard de Corbet, son gendre, hérite du château et change son nom en Moreton Corbet.
Au XVIe siècle, Andrew Corbet construit dans la cour à l'est du donjon une nouvelle maison, s'étendant en ligne droite au sud et à l'ouest de la structure médiévale. Le mur d'enceinte à l'ouest et au sud de la tour est désormais presque entièrement supprimé, laissant un espace entre le château et la maison ultérieure.
À l'extrémité ouest de la courtine existante se trouve un donjon rectangulaire de deux étages et un sous-sol, datant du XIe au début du XIIIe siècle. On y accédait par une porte surélevée et les cheminées de l'étage inférieur de l'habitation sont encore visibles.

### Maison élisabéthaine

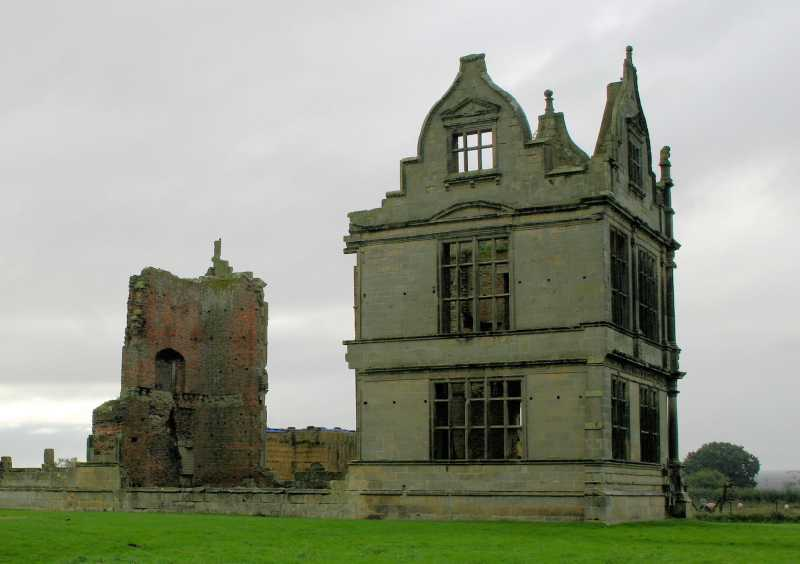
Bâtiment élisabéthain avec donjon médiéval

Le donjon ou grande tour à l'ouest était relié à la guérite par une courtine, qui se courbait ensuite vers le sud et faisait une boucle pour encercler le site, créant une cour. Le toit de la guérite n'existe plus, mais l'encorbellement qui soutenait le toit et les créneaux de la tour du château existent toujours.
Corbet adapte la guérite médiévale avec un arc gothique. En 1579, un an après la mort de Corbet, une gravure de son monogramme et de l'année est ajoutée, surmontant une autre pierre rectangulaire portant le blason familial d'un éléphant et d'un château en relief.
Corbet fait construire une grande cuisinière domestique contre la courtine, avec des cuisines en bas et des logements au-dessus. À l’est et au sud de la guérite, les champs domestiques s’ouvrent sur une grande salle. Une grande cheminée est apparente au premier étage, avec une plus petite à l'étage inférieur. Des portes sont aménagées à travers le mur-rideau jusqu'aux latrines. Le donjon est transformé en entrepôt.
Au sud du château, le fils de Corbet, Robert, fait construire une maison large mais peu profonde dans un style plus moderne, décrite par le célèbre antiquaire William Camden (1551-1623) comme « une maison des plus magnifiques et des plus majestueuses d'après le modèle italien ». Il semble avoir été influencé par l'architecture classique des bâtiments italiens qu'il a vus lors de ses voyages diplomatiques, notamment la basilique palladienne de Palladio à Vicence. Le bâtiment est en pierre, mais à l'intérieur les murs sont en brique. Bien que d'inspiration italienne et richement décorées, une grande partie de la sculpture a une finition rustique. Après la mort de Robert Corbet de la peste en 1583, ses frères Richard et Vincent Corbet poursuivent la construction du nouveau manoir, laissant ce qui reste de la fortification d'origine.

### Guerre civile
Pendant la guerre civile anglaise, le château de Moreton est utilisé dans le cadre de la défense du royaliste Shrewsbury. Le château est assiégé à plusieurs reprises et gravement endommagé lors des combats. Les ruines restantes des murs sont grêlées par des coups de mousquet.